# Galleria Vittorio Emanuele II

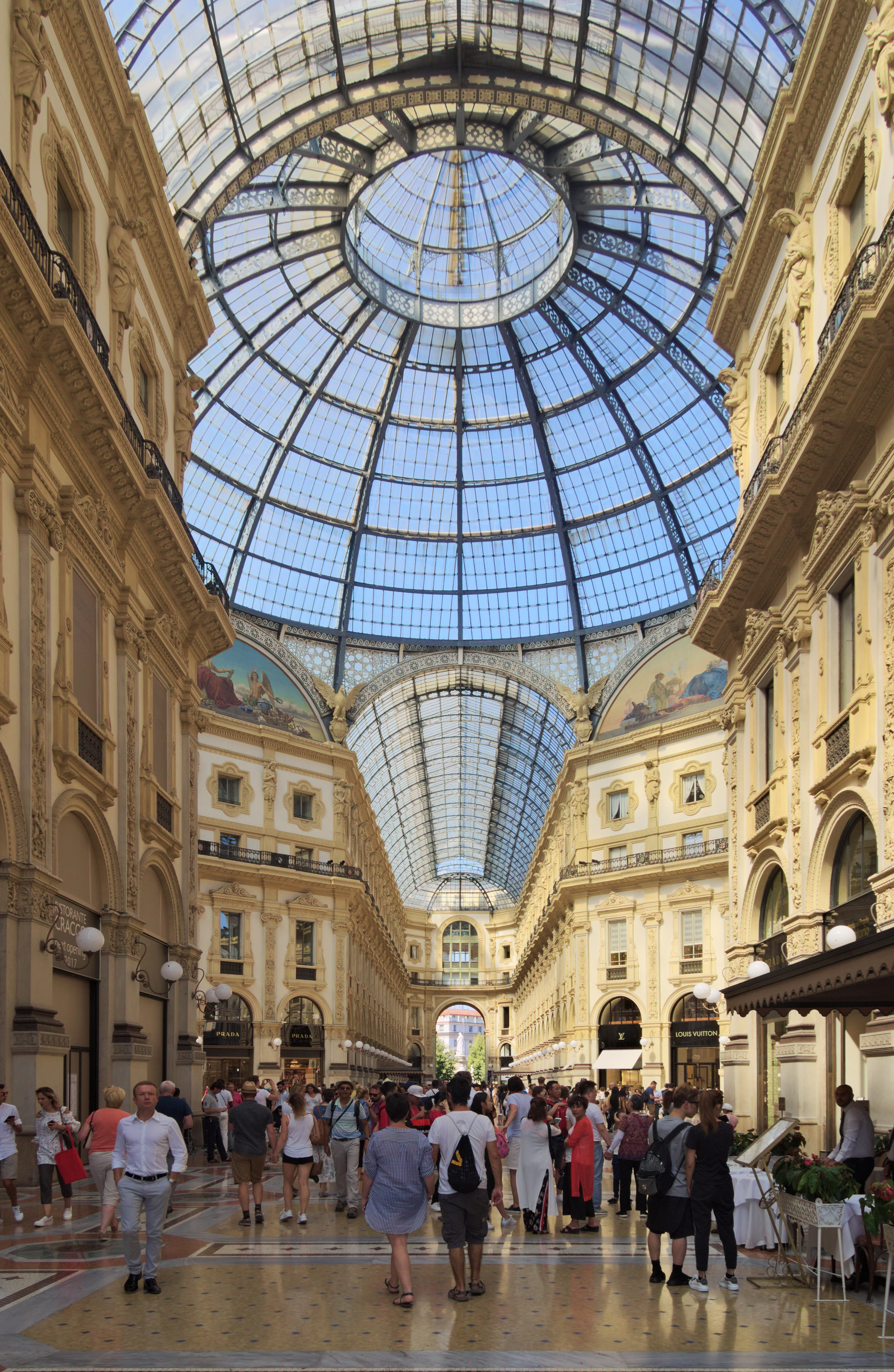
Galleria Vittorio Emanuele II

Die Galleria Vittorio Emanuele II (deutsch Viktor-Emanuel-II.-Galerie) in Mailand ist eine nach Viktor Emanuel II., dem Einiger und König Italiens, benannte Einkaufsgalerie aus dem 19. Jahrhundert. Die Eröffnung durch den König fand am 15. September 1867 statt.

## Gebäude
Die Galerie liegt direkt neben dem Mailänder Dom an der Piazza del Duomo, zu der sie sich nach Süden mit einem abschließenden Triumphbogen öffnet. Auf der gegenüberliegenden nördlichen Seite befindet sich die Piazza della Scala.
Die von dem Architekten Giuseppe Mengoni 1864 entworfenen Gebäude sind üppig mit Stuck, Fresken und Marmor dekoriert. Die Passage besteht aus zwei sich kreuzenden Armen, die von einem tonnenförmigen Glasdach überspannt werden. Am Schnittpunkt der Galerien befindet sich ein achteckiger Platz mit 39 Metern Durchmesser. Die Glaskuppel über diesem Oktogon erreicht eine Höhe von 47 Metern. In vier großen Mosaiken im Fußboden sind die Wappen der vier italienischen Städte Rom, Florenz, Turin und Mailand nachgebildet. Die Ausstattung mit Malereien und Symbolen machen das Ensemble „zum Bedeutungsträger eines nationalen Bewußtseins, das mit Proklamation des italienischen Staates (1859) kurz zuvor sein Ziel erreicht hatte“.
In der Galerie befinden sich vor allem elegante und hochpreisige Geschäfte wie Prada, Armani, Versace, Gucci und Louis Vuitton, sowie auch über Mailand hinaus bekannte Gastronomie, wie das Restaurant Savini oder die Bar Camparino des Gaspare Campari. Im Mittelteil wurde 2007 das Hotel Town House Galleria eröffnet.

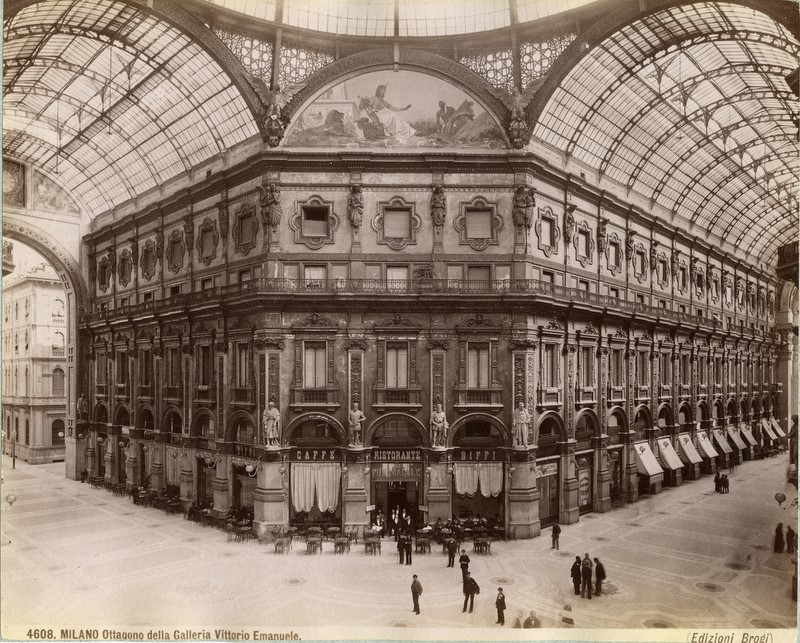
Die Galleria um 1880
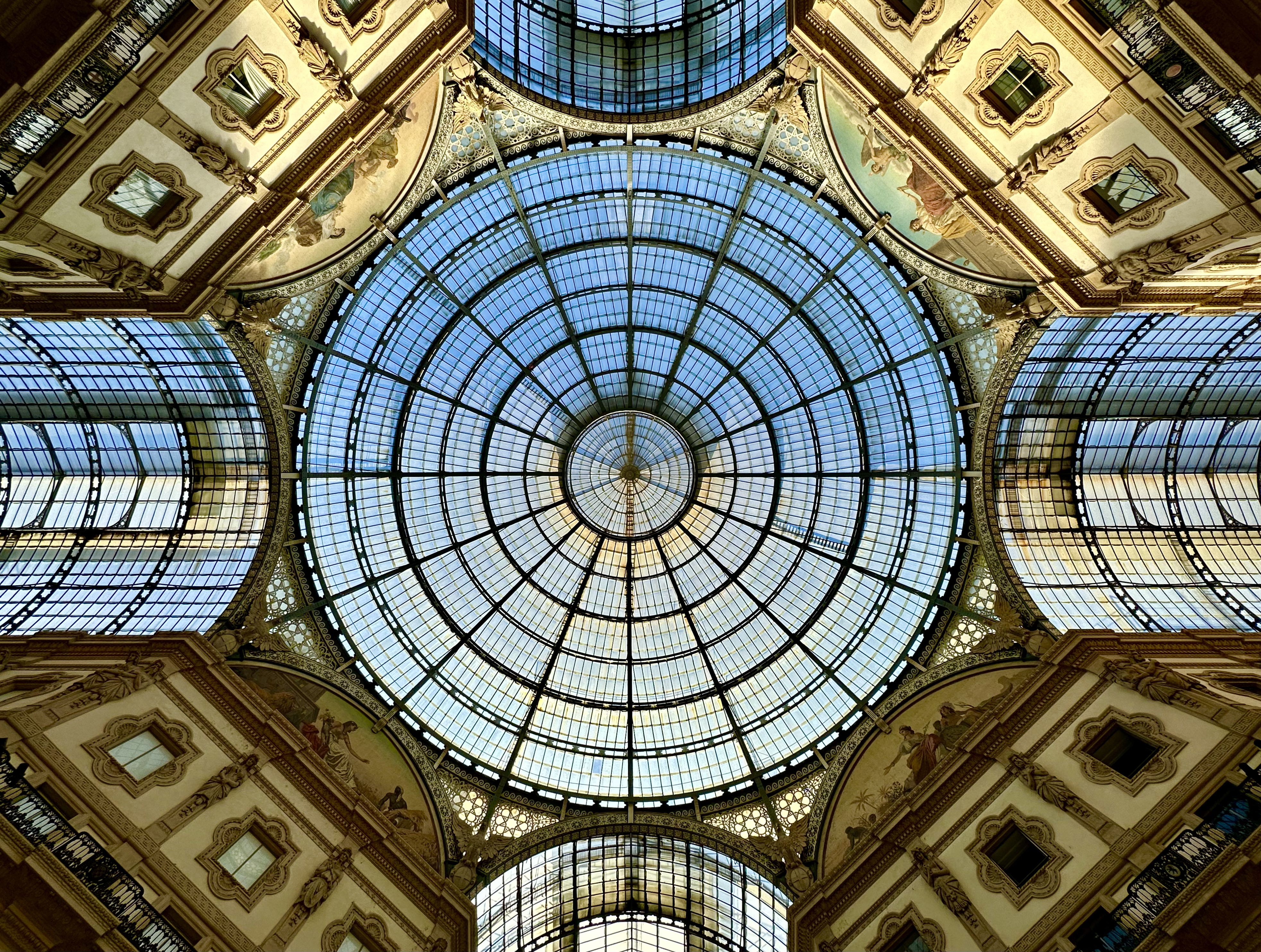
Glaskuppel über dem Oktogon
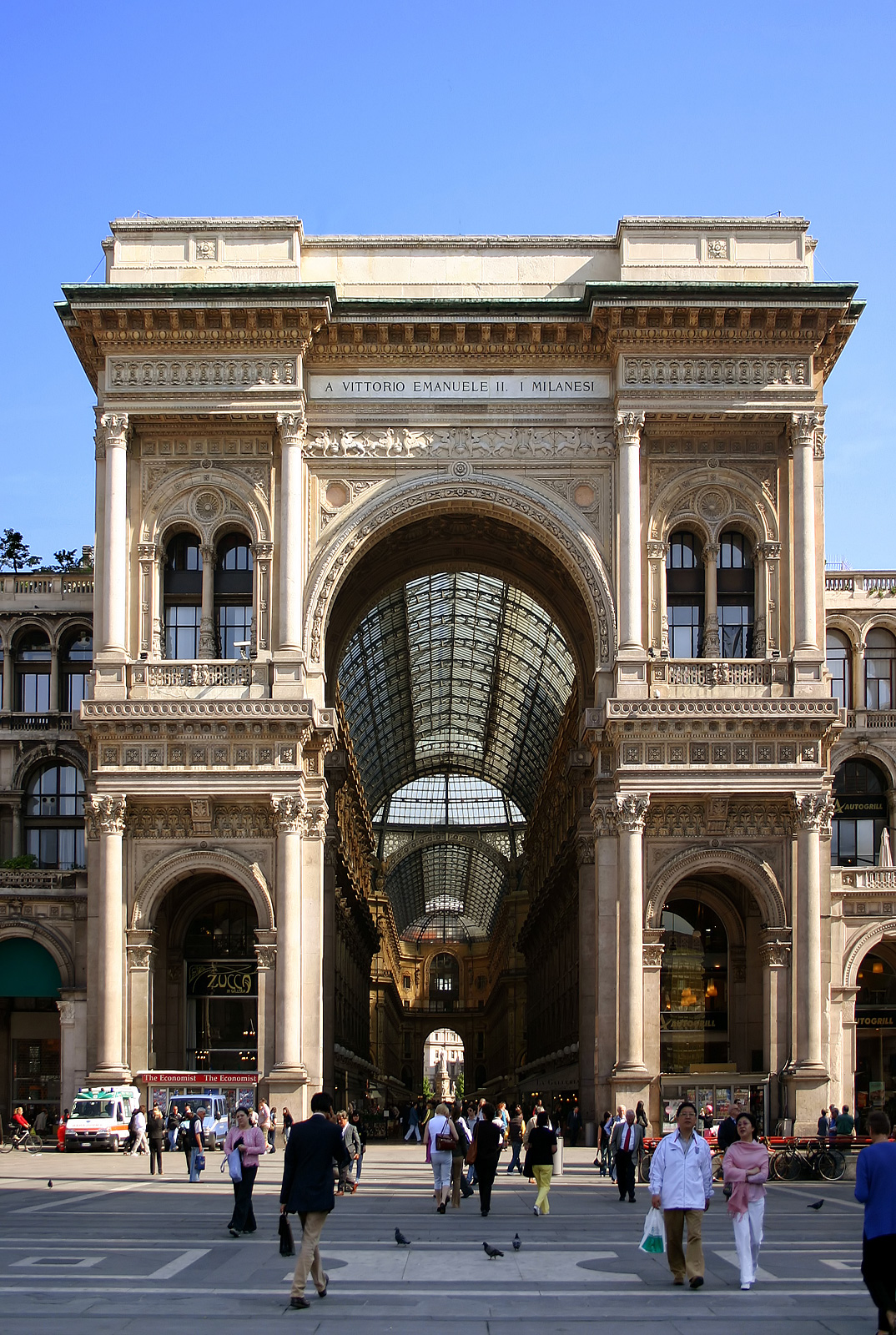
Triumphbogen zum Domplatz
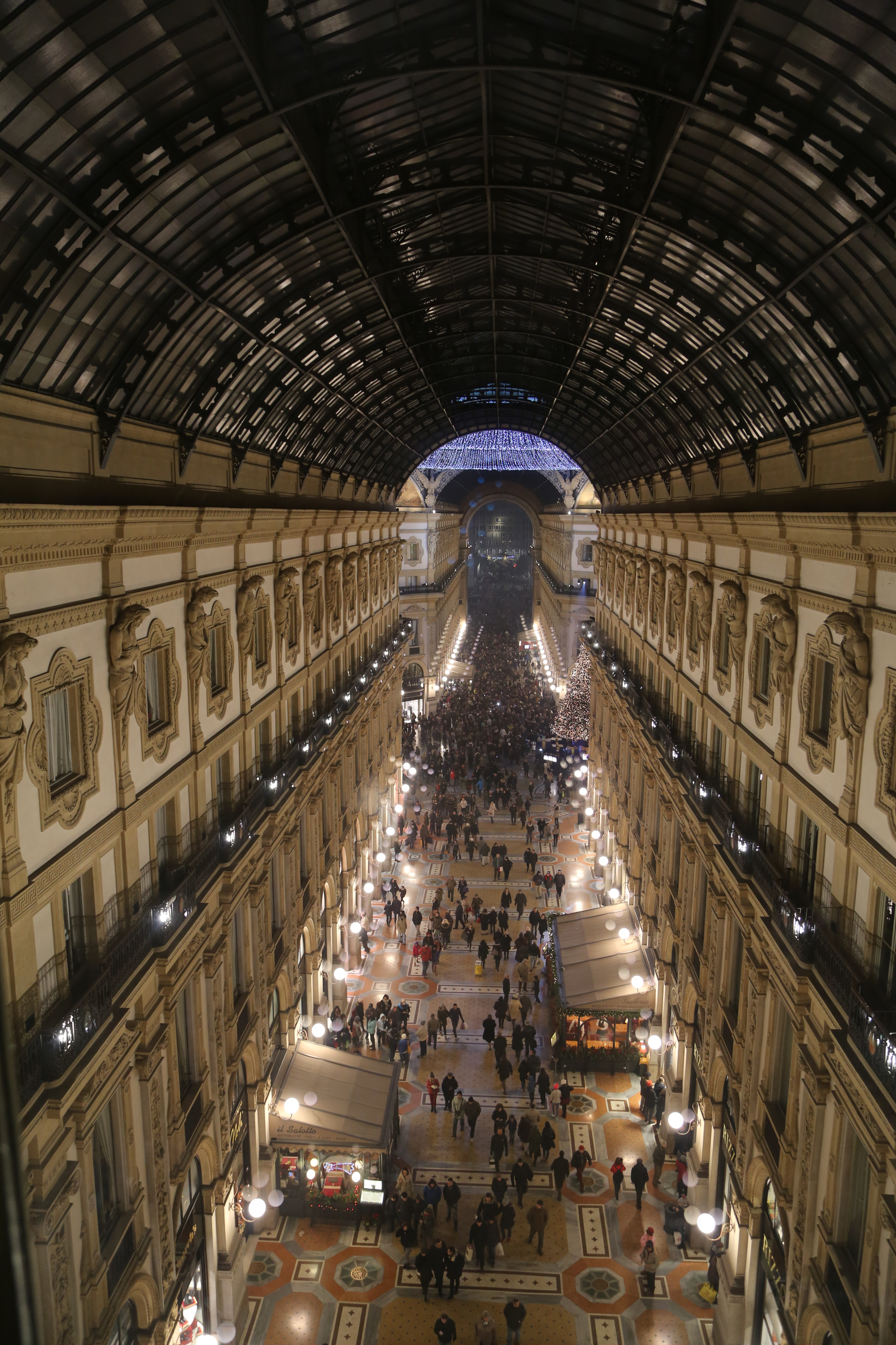
Bei Nacht
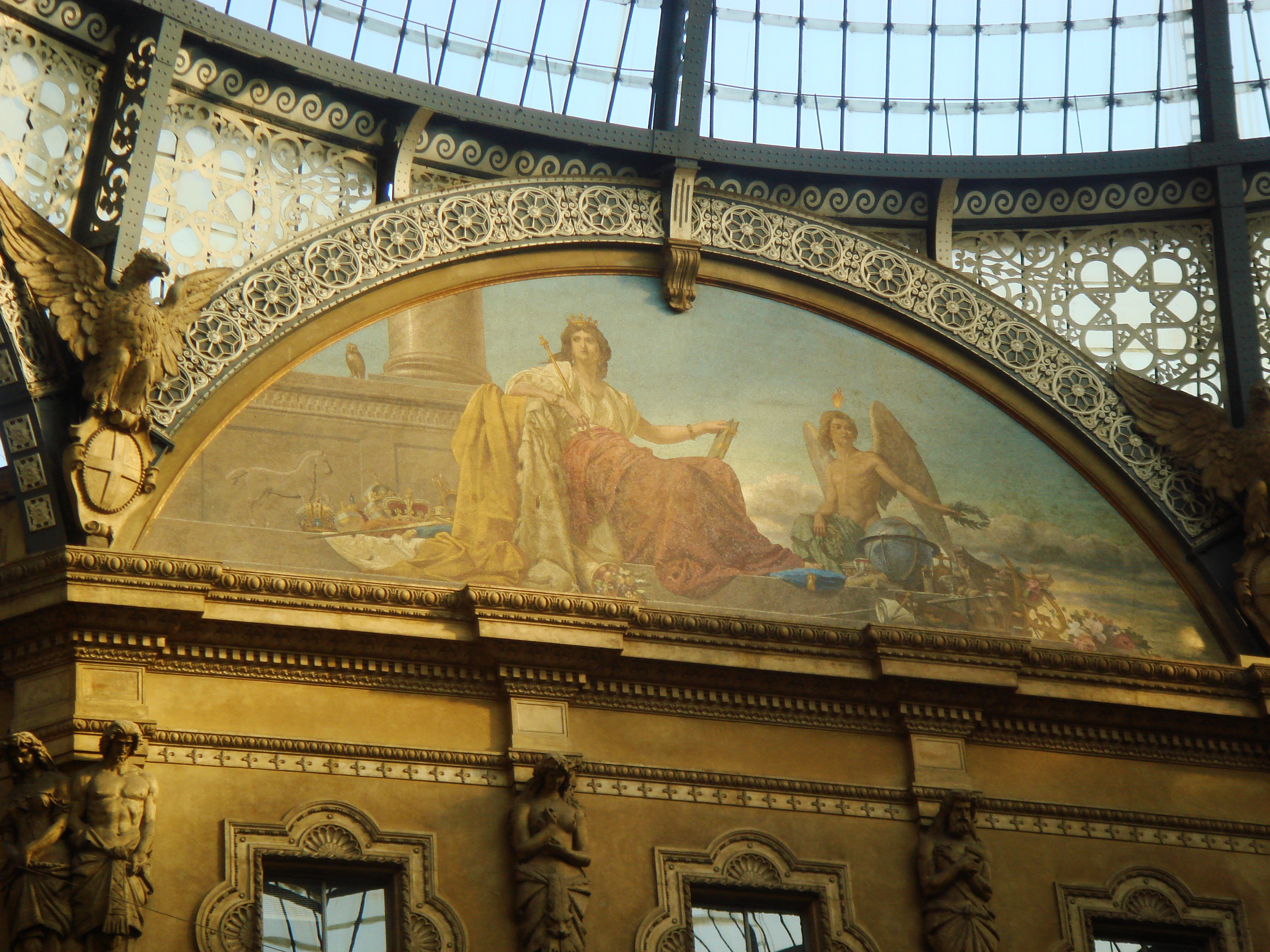
Mosaik Europa von Angelo Pietrasanta
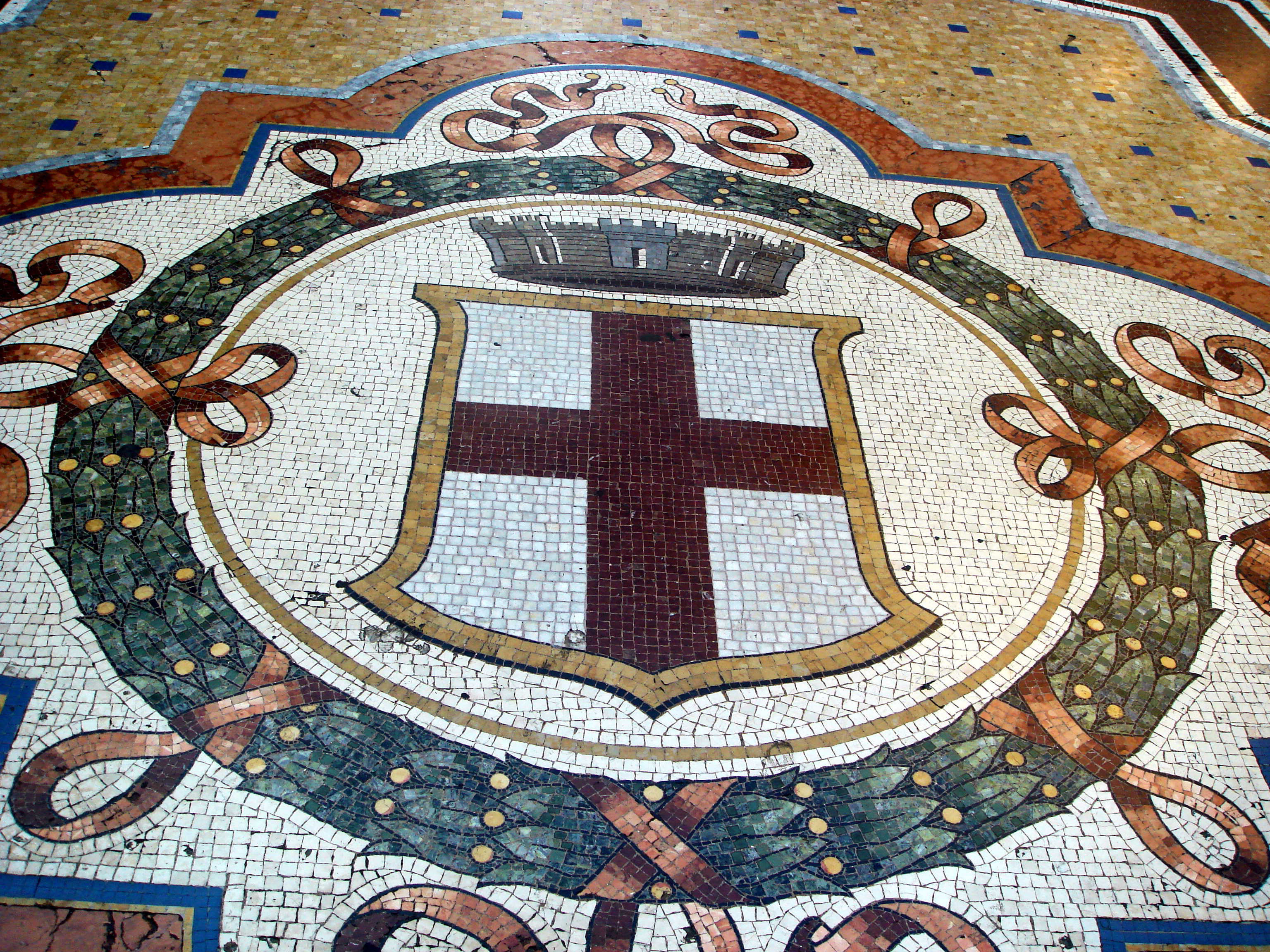
Wappen von Mailand, Bodenmosaik
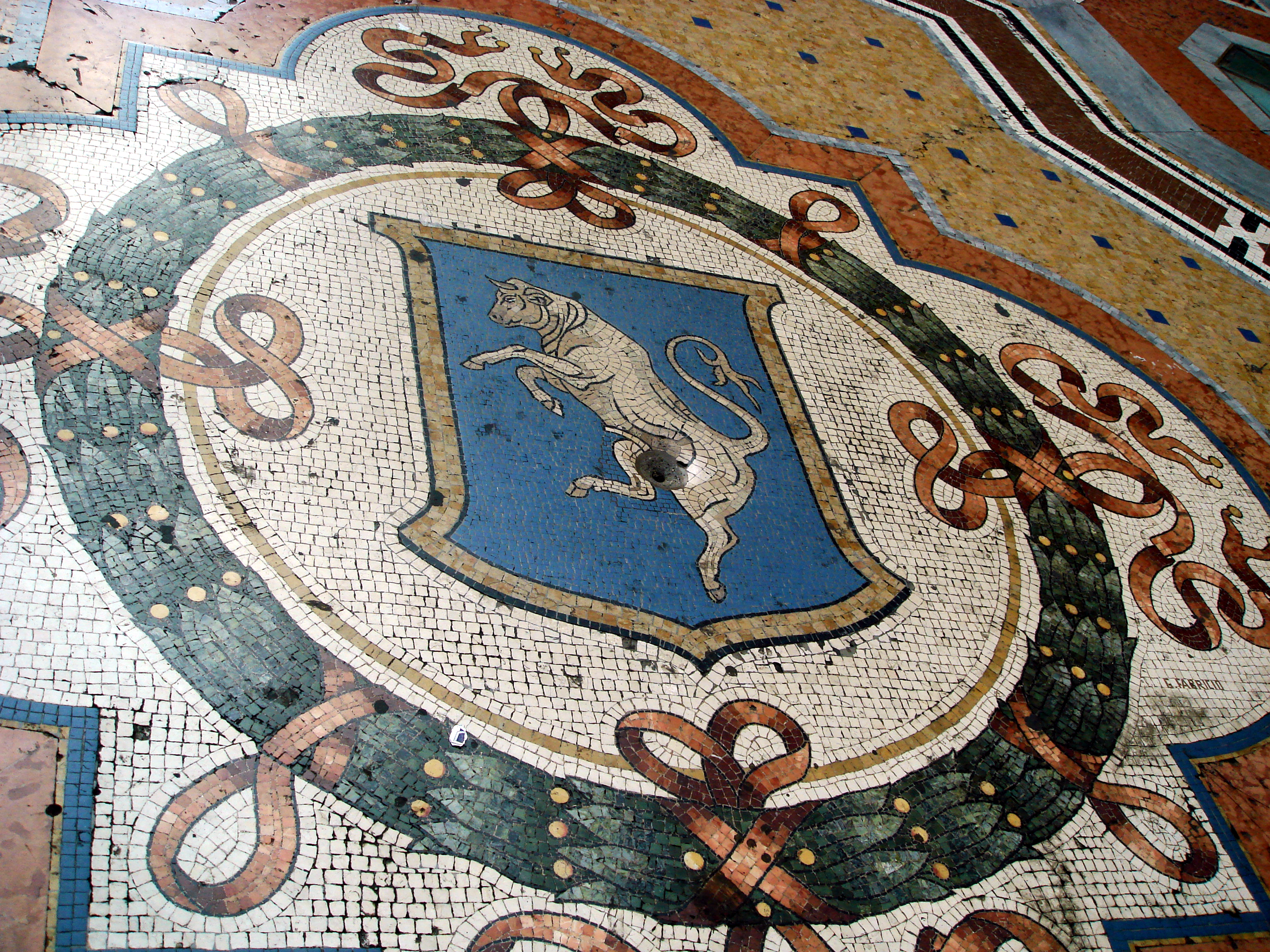
Wappen von Turin, Bodenmosaik

## Vorbilder
- Galeries Royales Saint-Hubert (Niederländisch: Sint-Hubertusgalerij, auch Koninginnegalerij bzw. Galerie de la Reine) in Brüssel
- Passage in St. Petersburg

## Nachahmung
- Eine ähnliche Einkaufsgalerie entstand zwanzig Jahre später mit der Galleria Umberto I auch in Neapel.
- Okelle Monferrato ist ein nach dem Vorbild der Galleria Vittorio Emanuele II erbautes Geschäftshaus (Okelle), das zu den größten Geschäftshäusern der Stadt Alexandria zählt.

## Sonstiges
Die Firma Vibram hat ihr achteckiges Logo an die achteckige Form der Einkaufsgalerie angelehnt. Das Logo gibt es seit 1947.